# Liste von Autoren/S

## Sa
Ferdinand von Saar (1833–1906)
Umberto Saba (1883–1957)
Robert Sabatier (1923–2012)
Ernesto Sabato (1911–2011)
Rolf D. Sabel (1949–2024)
Martin Sabrow (* 1954)
Mário de Sá-Carneiro (1890–1916)
Leopold von Sacher-Masoch (1836–1895)
Hans Sachs (1494–1576)
Nelly Sachs (1891–1970)
Jonathan Sacks (1948–2020)
Oliver Sacks (1933–2015)
Vita Sackville-West (1892–1962)
Donatien-Alphonse-François, Marquis de Sade (1740–1814)
Abu’Abdellah Mosharrefo’d–Din ben Mosleho’d–Din Sa’di (zwischen 1213 und 1219 – 1292)
Douglas Sadownick (* 1959)
Rüdiger Safranski (* 1945)
Carl Sagan (1934–1996)
Françoise Sagan (1935–2004)
Hans Sahl (1902–1993)
Marshall Sahlins (1930–2021)
Edward Said (1935–2003)
SAID (1947–2021)
Angela Saini (* 1980)
Assoto Saint (1957–1994)
Antoine de Saint-Exupéry (1900–1944)
At-Tayyib Salih (1929–2009)
J. D. Salinger (1919–2010)
James Sallis (* 1944)
Sally Salminen (1906–1976)
Ernst von Salomon (1902–1972)
Sallust (86–35 v. Chr.)
Felix Salten (1869–1945)
James Salter (1925–2015)
Gaston Salvatore (1941–2015), CL / D
R. A. Salvatore (* 1959)
Lydie Salvayre (* 1948), FR
Jewgenij Samjatin (1884–1937)
Jeffrey L. Sammons (1936–2021), US
José Luis Sampedro (1917–2013), ES
Clara Sánchez (* 1955), ES
Rafael Sánchez Ferlosio (1927–2019), ES
George Sand (1804–1876)
Margit Sandemo (1924–2018)
Gregor Sander (* 1968)
Maurice-Yves Sandoz (1892–1958), CH
Cícero Sandroni (1935–2025), BR
Edoardo Sanguineti (1930–2010)
Eric San Juan (* 1973), US
José Saramago (1922–2010)
Stephan Sarek (* 1957), D
Ken Saro-Wiwa (1941–1995)
William Saroyan (1908–1981)
Nathalie Sarraute (1900–1999), FR
Joseba Sarrionandia (* 1958)
Andrew Sarris (1928–2012), US
Joachim Sartorius (* 1946)
Jean-Paul Sartre (1905–1980)
Saskia Sassen (* 1949)
Alfonso Sastre (1926–2021), E
D. E. Sattler (1939–2023)
Hans Sattler (1901–1959), D
John Saul (* 1942)
Annie Saumont (1927–2017)
Dan Savage (* 1964)
Jon Savage (* 1953)
Richard Henry Savage (1846–1903)
Walter Savage Landor (1775–1864)
Sam Savage (1940–2019)
Roberto Saviano (* 1979)
Alberto Savinio (1891–1952)
Dorothy L. Sayers (1893–1957)
Şara Sayın (1926–2017)
Steven Saylor (* 1956)

## Sc
Giorgio Scerbanenco (1911–1969)
Andrea Schacht (1956–2017)
Carlo Schäfer (1964–2015)
Rafik Schami (* 1946)
Sydney Schanberg (1934–2016)
Frieda Schanz (1859–1944)
Frank Schätzing (* 1957), D
Karl Herbert Scheer
Paul Scheerbart (1863–1915)
Leopold Schefer (1784–1862)
Joseph Victor von Scheffel (1826–1886)
Ursel Scheffler (* 1938), D
Wolfgang Scheffler (1929–2008), D
Susanne Scheibler
Jonathan Schell (1943–2014), US
Peter Schellenbaum (1939–2018), CH
Bernardin Schellenberger (* 1944), D
Caroline Schelling (1763–1809)
Friedrich Schelling (1775–1854)
Andreas Schendel (* 1971), D
Daniela Schenk (* 1964), CH
Johannes Schenk (1941–2006)
Joan Schenkar (1942–2021), USA
Max von Schenkendorf (1783–1817)
Walter Schenker (1943–2018)
Karl Adolf Scherer (1929–2008)
Marie-Luise Scherer (1938–2022), D
René Schérer (1922–2023), FR
Ronald M. Schernikau (1960–1991), D
Manfred Scheuch (1929–2016), AT
Mario Scheuermann (1948–2015), D
Christian Scheuß (* 1966), D
Jakob van Schevichaven (1866–1935)
Taras Grigorjewitsch Schewtschenko (1814–1861)
Alfred Schickel (1933–2015)
Gotthard B. Schicker (1946–2017)
Claudia Beate Schill (1952–2022)
Friedrich Schiller (1759–1805)
Helmut Schiller (* 1938), D
Lawrence Schimel (* 1971), US
Jochen Schimmang (* 1948)
Annemarie Schimmel (1922–2003)
Roland Schimmelpfennig (* 1967)
Ferdinand von Schirach (* 1964)
Frank Schirrmacher (1959–2014)
Wolfgang Schivelbusch (1941–2023)
Peter Schjeldahl (1942–2022)
Johannes Schlaf (1862–1941)
Evelyn Schlag (* 1952)
Einar Schleef (1944–2001)
August Wilhelm Schlegel (1767–1845)
Dorothea von Schlegel (1763–1839)
Friedrich von Schlegel (1772–1829)
Johann Elias Schlegel (1719–1749)
Carl Ludwig Schleich (1859–1922)
Friedrich Schleiermacher (1768–1834)
Klaus Schlesinger (1937–2001)
Christoph Schlingensief (1960–2010), D
Bernhard Schlink (* 1944), D
Joachim Schlör (* 1960), D
Andreas Schlüter (* 1958)
Ann-Helena Schlüter
Herman Schmalenbach (1885–1950), D
Werner Schmalenbach (1920–2010), D/CH
Dagmar Isabell Schmidbauer (* 1962), D
Wolfgang Schmidbauer (* 1941), D
Alfred Schmidt (1931–2012), D
Arno Schmidt (1914–1979), D
Christian Schmidt (1980), D
Helmut Schmidt (1918–2015), D
Helwig Schmidt-Glintzer (* 1948), D
Kathrin Schmidt (* 1958), D
Rudolf Schmidt (1875–1943), D
Wendelin Schmidt-Dengler (1942–2008), AT
Gerhard Schmidtchen (1925–2022), D
Wieland Schmied (1929–2014), AT
Marion Schmitt (* 1959)
Philipp Schmitz (1935–2015)
Johann Gottfried Schnabel (1692–1744/1748)
Siegfried Schnabl (1927–2015), D
Friedrich Schnack (1888–1977)
Anna Schneider (* 1966)
Harald Schneider (* 1962)
Karla Schneider (* 1938), D
Peter Schneider (* 1940), D
Reinhold Schneider (1903–1958), D
Wolfgang Schneider (1938–2003), D
Robert Wolfgang Schnell (1916–1986), D
Helmut Schnelle (1932–2015), D
Arthur Schnitzler (1862–1931), AT
Wolfdietrich Schnurre (1920–1989), D
Axel Schock (* 1965), D
Wilfried F. Schoeller (1941–2020), D
Christel Schöllhammer (* 1938), D
Peter Schoenen (1952–2014), D
Sigmar Schollak (1930–2012), D
Peter Scholl-Latour (1924–2014), D/FR
Eike Schönfeld (* 1949), D
Dietmar Schönherr (1926–2014)
Johannes Schönherr (1894–1961)
Karl Schönherr (1867–1943)
Katja Schönherr (* 1982)
Renate Schoof (* 1950) D
Adele Schopenhauer (1797–1849)
Arthur Schopenhauer (1788–1860)
Roberto Schopflocher (1923–2016)
Eberhard Schorsch (1935–1991)
Carl E. Schorske (1915–2015), US
Claudia Schoppmann (* 1958), D
Justus Georg Schottelius (1612–1676)
Julie Schrader (1881–1939), D
Daniel Schreiber (* 1977), D
Hermann Schreiber (1920–2014)
Hermann Schreiber (1929–2020)
Jürgen Schreiber (1947–2022), D
Karl-Heinz Schreiber (1949–2014)
Klaus Peter Schreiner (1930–2017), D
Peter Schreiner (* 1953), D
Angelika Schrobsdorff (1927–2016)
Rudolf Alexander Schröder (1878–1962), D
Willy Schrödter (1878–1971)
Raoul Schrott (* 1964), AT
Jürg Schubiger (1936–2014), CH
Bernd Schuh (* 1948), D
Jean-Jacques Schuhl (* 1941), FR
Herbert Schui (1940–2016), D
Budd Schulberg (1914–2009), US
Herbert Schuldt (* 1941)
Horst Schüler-Springorum (1928–2015), D
Sarah Schulman (* 1958), US
Bruno Schulz (1892–1942), PL
Frank Schulz (* 1957), D
Franz Schulz (1897–1971), AT/US
Hagen Schulze (1943–2014), D
Micha Schulze (* 1967), D
Hans-Eugen Schulze (1922–2013), D
Ingo Schulze (* 1962), D
Dirk Schümer (* 1962), D
Romy Schurhammer (1936–2019), D
Maik T. Schurkus (* 1970), D
Wolfram Schütte (* 1939), D
Silke Schütze (* 1961), D
Stephan Schütze (1771–1839), D
James Schuyler (1923–1991), USA
Gustav Schwab (1792–1850), D
Werner Schwab (1958–1994), AT
Brigitte Schwaiger (1949–2010), AT
Marcel Schwander (1929–2010), CH
Delmore Schwartz (1913–1966), US
Lynne Sharon Schwartz (* 1939), US
Oliver Schwartz (* 1968), D
Alice Schwarzer (* 1942), D
Alfred Otto Schwede (1915–1987), D
Michael Schweer
Albert Schweitzer (1875–1965), D / FR
Rolf Schwendter (1939–2013), AT
Hermann Schweppenhäuser (1928–2015), D
Malin Schwerdtfeger (* 1972), D
Ulrike Schwieren-Höger (* 1951), D
Peter Schwindt (* 1964), D
Monique Schwitter (* 1972), CH / D
Kurt Schwitters (1887–1948), D
Leonardo Sciascia (1921–1989), IT
C. R. Scott (* 1984), D
Gil Scott-Heron (1949–2011), US
Melissa Scott (* 1960), US
Michael Scott (* 1959), IRL
Sir Walter Scott (1771–1832)
Lisa Scottoline (* 1955), US
Joseph Medlicott Scriven (1820–1886)
Roger Scruton (1944–2020), GB
Madeleine de Scudéry (1607–1701)

## Se
Charles Sealsfield (1793–1864)
W. G. Sebald (1944–2001)
David Sedaris (* 1956)
Eve Kosofsky Sedgwick (1950–2009)
Annette Seemann (* 1959)
Peter Seewald (* 1954)
Giorgos Seferis (1900–1971)
Erich Segal (1937–2010)
Tom Segev (* 1945)
Anna Seghers (1900–1983)
Jan Seghers (* 1958)
Georg Seidel (1945–1990)
Heinrich Seidel (1842–1906)
Heinrich Wolfgang Seidel (1876–1945)
Ina Seidel (1885–1974)
Oskar Seidlin (1911–1984)
John Seigenthaler senior (1927–2014)
Lutz Seiler (* 1963), D
Susanne Seitz (* 1964)
Martin Selber (1924–2006)
Erich Selbmann (1926–2006)
Fritz Selbmann (1899–1975)
Dirk Seliger (* 1970)
Rafael Seligmann (* 1947)
Shyam Selvadurai (* 1965)
Friedrich Hermann Semmig (1820–1897)
Jeanne Berta Semmig (1867–1958)
Jaime Semprun (1947–2010)
Jorge Semprún (1923–2011)
Amartya Sen (* 1933)
Maurice Sendak (1928–2012)
Ramón J. Sender (1901–1982)
Nedim Şener (* 1966)
Richard Sennett (* 1943)
Zafer Şenocak (* 1961)
Luis Sepúlveda (1949–2020)
Lucius Annaeus Seneca (55 v. Chr. – 40 n. Chr.)
Seo Jeong-in (1936–2025)
Seo Young-eun (* 1943)
Jürgen Serke (1938–2024)
Wolf Serno (* 1944)
Walter Serner (1889–1942)
Michel Serres (1930–2019)
Clemens J. Setz (* 1982)
Wolfram Setz (1941–2023)
Bernhard Setzwein (* 1960)
Johann Gottfried Seume (1763–1810)
Beppe Severgnini (* 1956)
Ruth Seydewitz (1905–1989)
Napoleon Seyfarth (1953–2000)
Joachim Seyppel (1919–2012)
Hilal Sezgin (* 1970)

## Sg
Manlio Sgalambro (1924–2014)

## Sh
Elif Shafak (* 1971)
Peter Shaffer (1926–2016)
Israel Shahak (1933–2001)
William Shakespeare (1564–1616)
Meir Shalev (1948–2023)
Zeruya Shalev (* 1959)
Ralph Shallis (1912–1986)
Sidney Shapiro (1915–2014)
Tom Sharpe (1928–2013)
George Bernard Shaw (1856–1950)
Irwin Shaw (1913–1984)
Patricia Shaw (* 1929)
Robert Sheckley (1928–2005)
Maurice Sheehy (1928–1991)
Mary Wollstonecraft Shelley (1797–1851)
Percy Bysshe Shelley (1792–1822)
Lucius Shepard (1947–2014)
Richard Brinsley Sheridan (1751–1816)
Randy Shilts (1951–1994)
Shin Kyong-nim (1936–2024)
Vladimir Shlapentokh (1926–2015)

## Si
Jules Siber (1871–1943)
Gertrud Siche-Tarnowski
Barbara Sichtermann (* 1943)
Enzo Siciliano (1934–2006)
Wolfram Siebeck (1928–2016)
Wolf Jobst Siedler (1926–2013)
Martin Siems (1948–2020)
Hans Siemsen (1891–1969)
Henryk Sienkiewicz (1846–1916)
David Signer (* 1964)
Christian Sigrist (1935–2015)
Volkmar Sigusch (1940–2023)
Arthur Silbergleit (1881–1943)
Alan Sillitoe (1928–2010)
Ignazio Silone (1900–1978)
Charles Silverstein (1935–2023)
Clifford D. Simak (1904–1988)
Georges Simenon (1903–1989)
Charles Simic (1938–2023)
Georg Simmel (1858–1918)
Johannes Mario Simmel (1924–2009)
Claude Simon (1913–2005)
Erik Simon (* 1950)
Simonides von Amorgos (7. Jahrhundert v. Chr.)
Simonides von Keos (557 oder 556 – 468 oder 467 v. Chr.)
Konstantin Simonow (1915–1979)
N. F. Simpson (1919–2011)
Hüseyin Şimşek (* 1962)
Sin Kyong-suk (* 1963)
Upton Sinclair (1878–1968)
Isaac B. Singer (1904–1991)
Khushwant Singh (1915–2014)
Saut Situmorang (* 1966)
Sitor Situmorang (1924–2014)
Edith Sitwell (1887–1964)

## Sj–So
Arne Sjöberg Paul Brinkmann (1934–1997)
Maj Sjöwall (1935–2020)
David J. Skal (1952–2024)
Maya Skiba (* 1989)
Hamid Skif (1951–2011)
Scipio Slataper (1888–1915)
Henry Slesar (1927–2002)
Ondreij Sliacki (1849–1921)
Joshua Slocum (1844–1909)
Joan Slonczewski (* 1956)
Peter Sloterdijk (* 1947)
Clark Ashton Smith (1893–1961)
Cordwainer Smith Paul Linebarger (1913–1966)
Emma Smith (1923–2018)
Lillian Smith (1897–1966)
Martin Cruz Smith (1942–2025)
Stevie Smith (1902–1971)
Wilbur Smith (1933–2021)
Ján Smrek (1898–1982)
Timothy Snyder (* 1969)
Dava Sobel (* 1947), US
Jehoschua Sobol (* 1939)
Ernst Solèr (1960–2008)
Philippe Sollers (1936–2023)
Franco Solo (Verlagspseudonym, verschiedene Autoren)
Alexander Solschenizyn (1918–2008)
Nicolaus Sombart (1923–2008)
Werner Sombart (1863–1941)
Volker Sommer (* 1954)
Hugo Sonnenschein (1889–1953)
Marco Sonnleitner (* 1965)
Susan Sontag (1933–2004)
Michael Sontheimer (* 1955)
Sophokles (497/96–≈406 v.a.Z.)
Osvaldo Soriano (1943–1997)
Flavio Soriga (* 1975)
Wladimir Sorokin (* 1955)
Dido Sotiriou (1909–2004)
Philippe Soupault (1897–1990)
Ivan Southall (1921–2008)
Christian Solmecke (* 1973)
Johannes K. Soyener (1945–2018)
Jura Soyfer (1912–1939)
Wole Soyinka (* 1934)

## Sp
Tom Spanbauer (1946–2024), US
Muriel Spark (1918–2006), GB
Nicholas Sparks (* 1965), US
Bernd Späth (* 1950), D
Gerold Späth (* 1939), CH
Stephen Spender (1909–1995), GB
Tilman Spengler (* 1947), D
Manès Sperber (1905–1984), AT
Martin Sperr (1944–2002), D
Monika Sperr (1941–1984), D
Dieter Spethmann (1926–2016), D
Art Spiegelman (* 1948), US
Erik Spiekermann (* 1947), D
Arndt Spieth (* 1962), D
Erica Spindler (* 1957), US
Jerry Spinelli (* 1941), US
Burkhard Spinnen (* 1956), D
Carl Spitteler (1845–1924), CH
Robert L. Spitzer (1932–2015), US
Heinrich Spoerl (1887–1955), D
C.M. Spoerri (* 1983), CH
Donald Spoto (1941–2023), US/DK
Hans-Hermann Sprado (1956–2014), D
Johanna Spyri (1827–1901), CH

## St

### Sta – Ste
Reiner Stach (* 1951), D
Emerich von Stadion (1838–1901), AT
Anne Louise Germaine de Staël (1766–1817)
Helmut Stalder (* 1966), CH
George Stambolian (1938–1991), US
Peter Stamm (* 1963), CH
Regula Stämpfli (* 1962), CH
Henry Morton Stanley (1841–1904), GB
Pietro Stanzano (1928–1968), IT
Andrzej Stasiuk (* 1960), PL
Joseph Staten, US
Edward St Aubyn (* 1960), GB
Toralf Staud (* 1972), D
Robert Stauffer (* 1936), D
Michael Stavarič (* 1972), AT
John Stave (1929–1993), D
Jerzy Stefan Stawiński (1921–2010), PL
Bernhard Stecher (* 1961), A
Danielle Steel (* 1947), US
Verena Stefan (1947–2017), CH
Jón Kalman Stefánsson (* 1963)
Hansjakob Stehle (1927–2015), D
Robert Steigerwald (1925–2016), D
Gertrude Stein (1874–1946), US
Peter Steinacker (1943–2015), D
Thomas von Steinaecker (* 1977), D
Peter Steinbach (Drehbuchautor) (1938–2019), D
Peter Steinbach (* 1948), D
John Steinbeck (1902–1968), US
Guido Steinberg (* 1968), D
Karl Steinbuch (1917–2005)
George Steiner (1929–2020), US
Jens Steiner (* 1975), CH
Jörg Steiner (1930–2013), CH
Andreas Steinhöfel (* 1962), D
Klaus Steiniger (1932–2016), D
Ronen Steinke (* 1983), D
Marlene Stenten (1935–2019), D
Neal Stephenson (* 1959), US
Carola Stern (1925–2006), D
Fritz Stern (1926–2016), US
Horst Stern (1922–2019), D
Carl Sternheim (1878–1942)
Norbert Sternmut (* 1958)
Andreas Sternweiler (* 1957), D
Julius Stettenheim (1831–1916)
Johann Kaspar Steube (1747–1795)
Karl Steuerwald (1905–1989), D
Wallace Stevens (1879–1955), US
Robert Louis Stevenson (1850–1894)
Samuel M. Steward (1909–1993), US
Fred Mustard Stewart
Mary Stewart (1916–2014), GB

### Sti – Sty
Vicki Stiefel, US
Caspar von Stieler (1632–1707)
Helm Stierlin (1926–2021), D
Adalbert Stifter (1805–1868), D
Klaus Stiller (1941–2024), D
Michael Stiller (1945–2016), D
Julius Stinde (1841–1905), D
Conradine Stinde (1856–1925), D
Helene Stöcker (1869–1943), D
Juliana von Stockhausen (1899–1998), D
Charles Warren Stoddard (1843–1909), GB
Dejan Stojanović (* 1959), US, SR
Ceija Stojka (1933–2013), AT
Bram Stoker (1847–1912), GB
Clifford Stoll (* 1950), US
Michael Stolleis (1941–2021), D
Robert Stoller (1925–1991), US
Aryeh Lev Stollman (* 1954), US
Manfred Stolpe (1936–2019), D
Irving Stone (1903–1989), US
Hans Joachim Störig (1915–2012), D
Theodor Storm (1817–1888), D
Rex Stout (1886–1975), US
Horst Stowasser (1951–2009)
Lytton Strachey (1880–1932), GB
August Stramm (1874–1915), D
Giovanni Francisco Straparola (~1480–~1558)
Eberhard Straub (1940–2024), D
Botho Strauß (* 1944), D
Emil Strauß (1866–1960), D
Leo Strauss (1899–1973)
Simon Strauß (* 1988), D
Werner Streletz (* 1949), D
Carlo Strenger (1958–2019), CH/ISR
Jan Stressenreuter (1961–2018), D
Johan August Strindberg (1849–1912)
Erwin Strittmatter (1912–1994), D
Eva Strittmatter (1930–2011), D
Ingrid Strobl (1952–2024), A
Tina Stroheker (* 1948), D
Anna Stroka (1923–2020), PL
Gisbert Strotdrees (* 1960), D
Arkadi Strugazki, RUS
Boris Strugazki, RUS
Ulf G. Stuberger (1949–2015), D
Heinz Stübig (1939–2021), D
Benjamin von Stuckrad-Barre (* 1975), D
Giani Stuparich (1891–1961), IT
Howard O. Sturgis (1855–1920), GB
Jakob Stutz (1801–1871), SCHW
William Styron (1925–2006), US

## Su–Sz
Andreas Suchanek (* 1982)
Hermann Sudermann (1857–1928)
Anne Sudrow (* 1970)
Eugène Sue (1804–1859)
Hannes Sulzenbacher (* 1968)
Alain Claude Sulzer (* 1953)
Ingo Sundmacher (* 1965)
Sung Suk-je (* 1960)
Wolfgang Suppan (1933–2015)
Peter Surava (1912–1995)
Manil Suri (* 1959)
Arno Surminski (* 1934)
Ida Sury (1911–2004), CH
Patrick Süskind (* 1949)
Ron Suresha (* 1958)
Paul Sussman (1968–2012)
Rosemary Sutcliff (1920–1992)
Martin Suter (* 1948)
Bertha von Suttner (1843–1914)
Italo Svevo (1861–1928)
Leonie Swann (* 1975)
Emanuel Swedenborg (1688–1772)
Matthew Sweeney (1952–2018)
Jonathan Swift (1667–1745)
Algernon Charles Swinburne (1837–1909)
John Addington Symonds (1840–1893)
Arthur William Symons (1865–1945)
Julian Symons (1912–1994)
John Millington Synge (1871–1909)
Michael Szameit (1950–2014)
Thomas Szasz (1920–2012)
Antal Szerb (1901–1945)